# ゲルマニクスの死
『ゲルマニクスの死』（ゲルマニクスのし、仏: La Mort de Germanicus、英: The Death of Germanicus）は、17世紀フランスの巨匠ニコラ・プッサンが1627年にキャンバス上に油彩で制作した歴史画で、描かれているのは古代ローマの将軍ゲルマニクスの死 (紀元後19年10月10日) の場面である。アメリカ合衆国のミネソタ州にあるミネアポリス美術館に所蔵されている。

## 来歴
本作は、ローマの名門貴族バルベリーニ家の出身であったローマ教皇ウルバヌス8世の甥フランチェスコ・バリベリーニ枢機卿によってプッサンに委嘱された。芸術の庇護者としてバリベリーニ家は当時の芸術の発展を助けていた。本作は1958年までバルベリーニ家の末裔のもとにあったが、その年にミネアポリス美術館に購入された。

## 作品
現存しない『エルサレムの攻略』の第1作 (1625-1626年) を除けば、本作は、バルベリーニ家のような大家からの注文を受けて描かれた最初の傑出した歴史画である。作品の主題であるゲルマニクスの死は、タキトゥスが117年に著した『年代記』(第2章71-72) から採られている。プッサンはラテン語はできなかったが、イタリア語版を参照したと思われる。本作は、おそらくこの主題を扱った最初の絵画である。

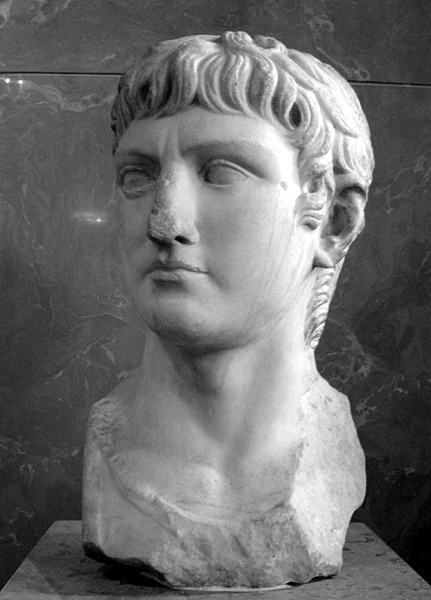
ゲルマニクスの胸像 (10年ごろ)

第4代ローマ皇帝クラウディウスの兄であったゲルマニクスは第2代皇帝ティベリウスに奉仕して、熱烈な祖国愛によりゲルマン人との闘いに従事し、祖国を防衛した。ゲルマニクスの名はそれに由来する。その後、シリアに送られたが、シリア総督ピソと敵対し、アンティオキアで死んだ。ゲルマニクスは、死ぬ前にティべリウス帝の命でピソが自分を毒殺したと糾弾し、妻のアグリッピナと家族に自分のために復讐するよう誓わせた。ローマ人の間で、この悲劇は大変反響を呼んだ。

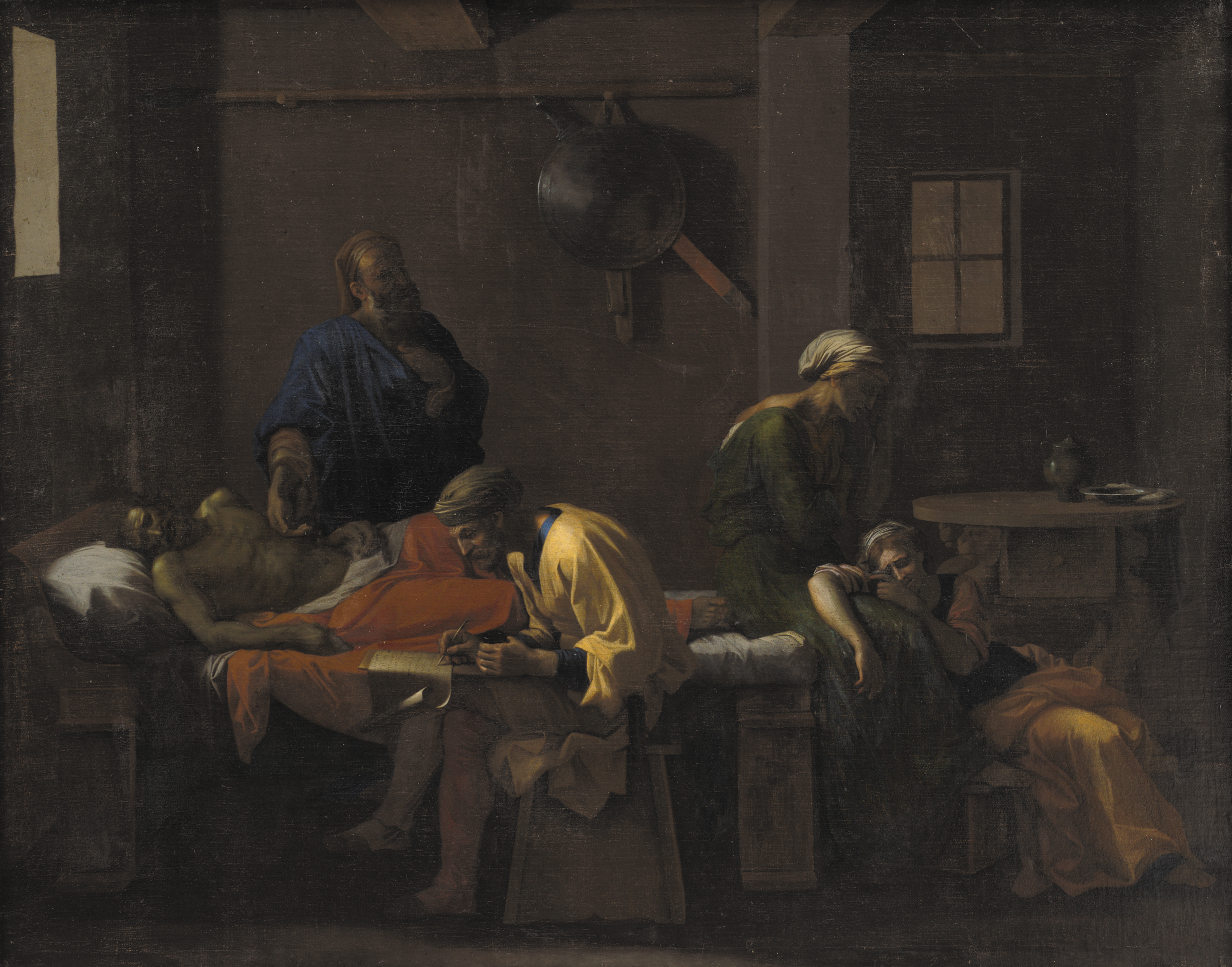
プッサン『エウダミダスの遺書』(1644-1648年)、コペンハーゲン国立美術館

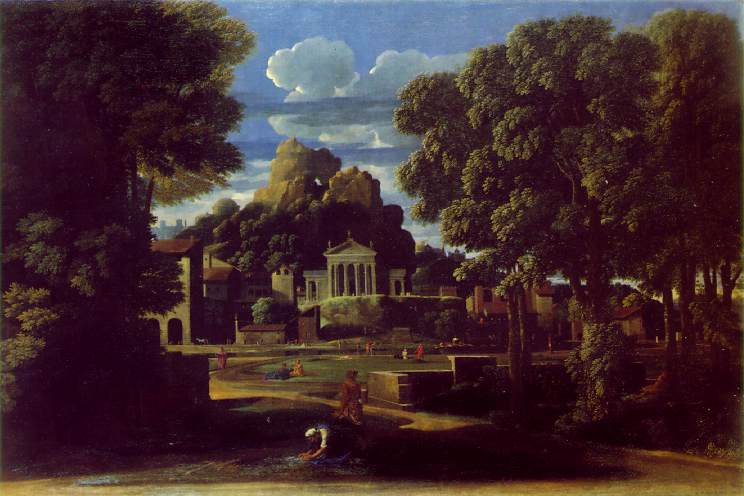
プッサン『フォキオンの遺灰のある風景』(1648年)、ウォーカー・アート・ギャラリー

この崇高な人物の物語はストア派のイデオロギーにとって大切な主題の1つであり、本作は、後の1640年代にプッサンが制作した『エウダミダスの遺書』 (コペンハーゲン国立美術館) や『フォキオンの葬送』 (カーディフ国立博物館)、『フォキオンの遺灰のある風景』(ウォーカー・アート・ギャラリー) などに見られる倫理的、ストア派的性格の絵画の先駆をなしている。本作の場面の多くを占めているのは、ゲルマニクスに忠誠心を持ち、彼を愛する将校や兵士たちで、彼らは仇を討つことを誓っている。後のフォキオンの絵画と同様に、画家は、死につつある人物の救済とその大きな価値、意味を友人らの忠実さや愛を示すことで記しづけようと望んでいるのである。プッサン初の主要な歴史画である本作には、数多くのテーマ―死、苦痛、不正、悲嘆、忠誠、復讐―が表現されており、以降2世紀の間に制作された無数の「臨終」の絵画の原型となった。
プッサンは歴史の主題だけでなく、人物の形体においてもローマ美術に倣っている。人物たちが前景に集めれている構図は、石棺 (『メレアグロスの石棺』、カピトリーノ美術館、ローマ) のレリーフに基づいている。重々しい襞のある深い青色の垂れ幕は、人物たちを際立たされるためだけでなく、レリーフ的構図を強調する。とはいえ、このレリーフ的構図は、斜めの角度に置かれている寝台や、初期バロック絵画に見られる、光の当たる背景に続くアーチなどによってやわらげられている。
プッサンが古代ギリシアの画家ティマンテスの故事に倣っていることも指摘されている。ティマンテスは『イフィゲニアの犠牲』を描くに際し、何人かの登場人物の悲嘆の表情をだんだん高めていったが、最も悲痛である父アガメムノンの姿にはそのあまりの悲しみの仕草が彼の品位を落とすのを恐れ、衣で首をすっぽり覆って描いたといわれている。プッサンの絵画で、画面右下隅に座り、悲しみにくれているゲルマニクスの妻アグリッピナも、右手で顔を覆っている姿で描かれている。